# Castello ducale di Casoli
Il castello ducale di Casoli, detto anche castello Masciantonio dal nome degli ultimi proprietari, è sito a Casoli, in provincia di Chieti.

## Storia
Un castrum di Casoli è menzionato per la prima volta nel Memoratorium dell'abate Bertario di Montecassino, risalente a prima dell'833.  La terra di Casoli appartenne, almeno a partire dal 1143, alla contea di Manoppello, che nel 1344 fu infeudata da Giovanna I di Napoli a Napoleone II Orsini.
La torre pentagonale attorno alla quale, verosimilmente, fu edificato il castello fu probabilmente eretta a partire dal XII secolo, nel periodo normanno, quale ampliamento di una preesistente torretta di guardia di epoca longobarda. Vi si stabilirono i popolani della cittadina romana di "Cluviae" (località La Roma), ormai assediati dai Saraceni. Ai Principi Orsini, il cui dominio sul feudo di Casoli ha interessato il corso del XIV e XV secolo, inclusa nella Contea di Manoppello, è attribuibile la definizione di un primo assetto strutturale della fabbrica.
Accanto alla Torre, che presumibilmente doveva avere dimensioni più ridotte, si sviluppa un corpo su due piani. L'assetto strutturale si consolida con i Principi d'Aquino, che acquistarono il Castello il 2 maggio 1642. A loro si deve la configurazione del "Palazzo", affiancato alla Torre. Il completamento definitivo della fabbrica, come si vede oggi, è stato effettuato nel periodo di proprietà della famiglia Masciantonio (1916 - 1982), i cui interventi hanno conferito al Palazzo un aspetto signorile.
Gli Orsini persero definitivamente il loro feudo nel 1514: Casoli e il suo castello appartennero poi a Fabrizio e Ascanio Colonna, quindi ai Carafa, ai Crispano e ai Filomarino. Nel 1642 il feudo fu acquistato da Tommaso d'Aquino (?-1662), fratello maggiore del potente mercante e finanziere Bartolomeo d'Aquino, I principe di Caramanico (1609-1658). Nel 1645 Tommaso ottenne per sé e i suoi eredi anche il titolo di duca sul feudo di Casoli.
I d'Aquino tennero il ducato fino all'eversione della feudalità del 1806, ma conservarono la proprietà del castello nei decenni successivi. Nel 1858 Tommaso Enrico d'Aquino vendette il castello a sua moglie Teresa de Sangro, che nel 1863 lo cedette all'ex amministratore dei beni dei d'Aquino in Casoli, Domenicantonio Di Benedetto, che nel 1916 lo lasciò in eredità alla figlia Concetta, coniugata Masciantonio.
Pasquale Masciantonio, figlio di Concetta, fu un celebre avvocato e parlamentare e ospitò nel castello Gabriele D'Annunzio, di cui fu amico e finanziatore, Francesco Paolo Michetti, Francesco Paolo Tosti, Edoardo Scarfoglio, Matilde Serao, Guglielmo Marconi. D'Annunzio lasciò scritti sulle pareti della sua stanza numerosi pensieri.
I Masciantonio vendettero il castello al comune di Casoli nel 1982.
Recentemente è stato restaurato e reso accessibile per mostre culturali ed eventi civili, come la notte bianca.
Nel 2019, vi sarà inaugurato il nuovo museo civico archeologico, che dovrà esporre i reperti scultorei, provenienti dalla città italica di Cluviae, presso contrada La Roma.

### Il castello durante la guerra, la costituzione della Brigata Maiella

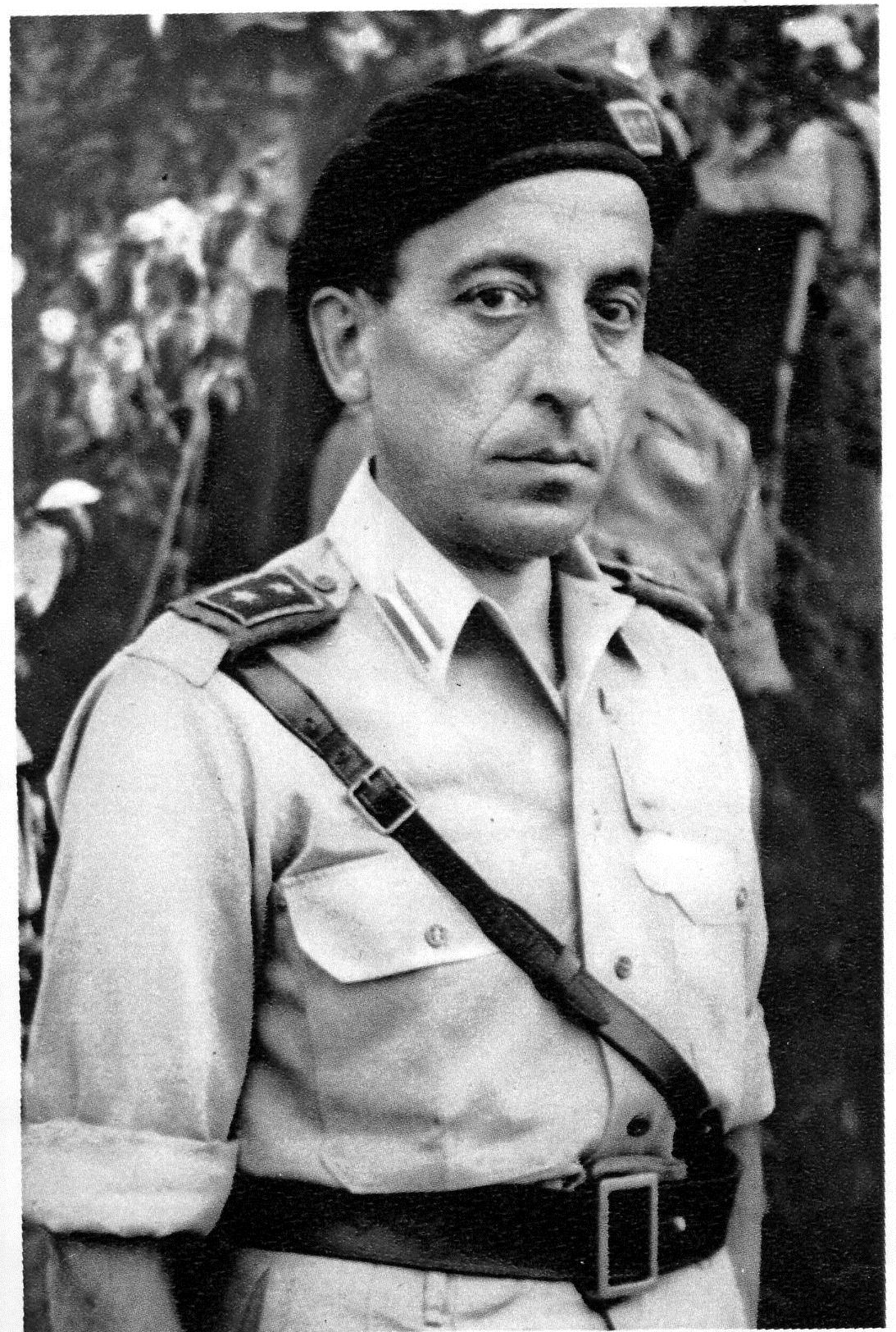
Ettore Troilo, comandante della Brigata Maiella

Il 1 dicembre, una delegazione di notabili si recò a Sant'Eusanio dal comandante inglese che amministrava la municipalità, chiedendo di occupare simbolicamente anche Casoli. Il comando inglese si sistemò nel castello, chiedendo dei volontari civili nelle operazioni belliche contro i tedeschi, e numerosa fu l'affluenza, poiché i cittadini ancora ricordavano le vessazioni subite, e coltivavano il desiderio comune di liberare il territorio dagli oppressori.

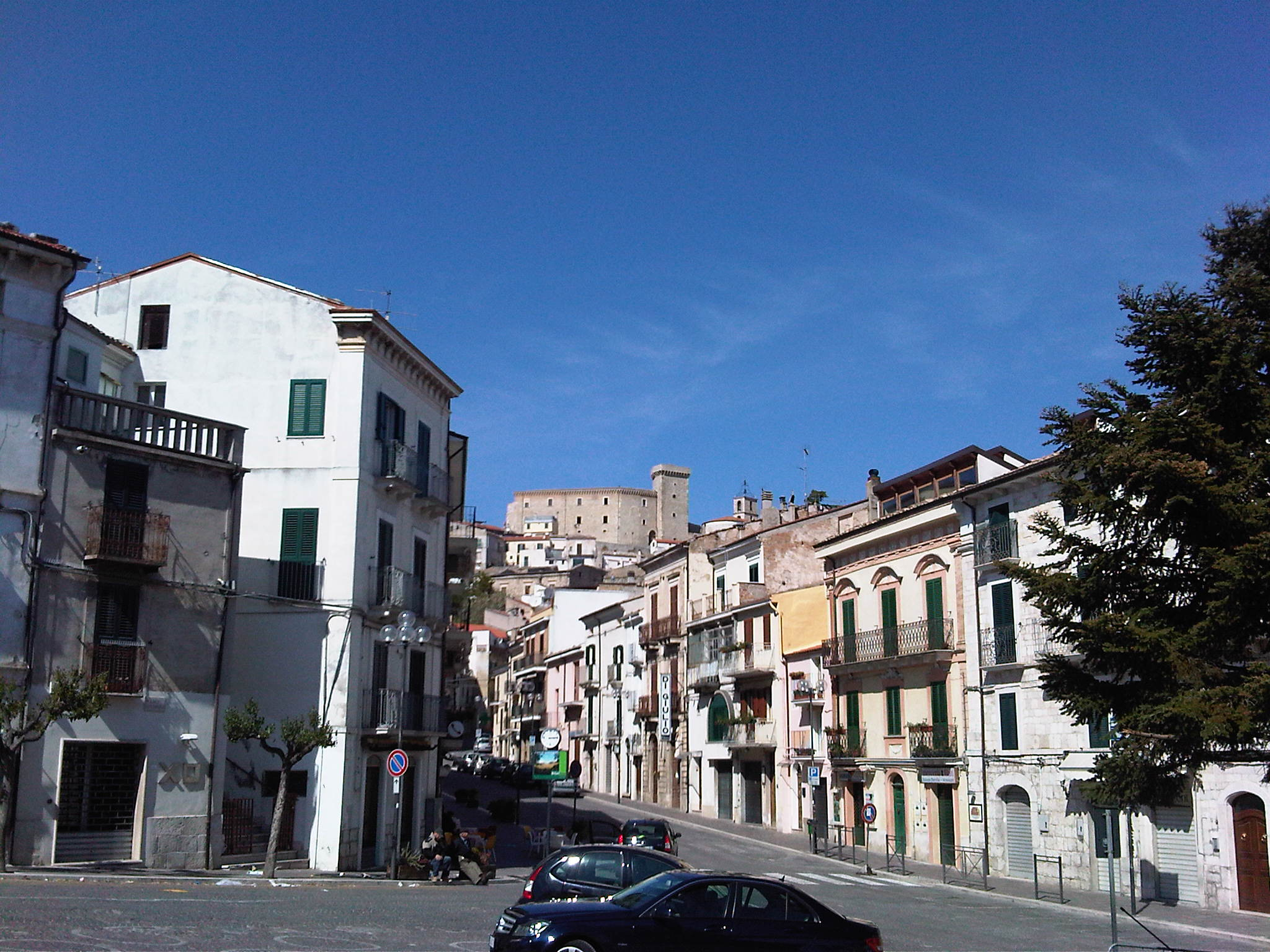
Casoli: Piazzale Brigata Maiella e Corso Umberto I

Inizialmente il comando inglese fu riluttante, quando si presentò l'avvocato torricellano Ettore Troilo per creare il gruppo civile dei giovani volontari, che si stava costituendo, con numerose affluenze di iscritti, provenienti da Casoli e anche dai paesi circostanti di Gessopalena, Torricella, Civitella, Fara, Lama, Pizzoferrato. Quando gli accordi furono presi, giunse a Casoli il Maggiore Lionel Wigram; il progetto di Troilo era di costituire ufficialmente il Corpo Volontari della Maiella, poi strutturato in "Brigata Maiella", aggregato all'VIII Armata Britannica operante sulla direttrice adriatica, sino allo scioglimento del 5 maggio 1945.

Il Maggiore Lionel Wigram

Casoli benché sotto la protezione britannica, subì alcuni cannoneggiamenti tedeschi nel giugno 1944, provenienti dalla piana di Guardiagrele. Il 5 dicembre 1943 dalle campagne di Torricella Peligna, dove si erano rifugiate le famiglie civili dopo lo sgombero del paese, molti partirono per Casoli, tra cui i giovani guidati da Ettore Troilo. Nei discorsi con i generali neozelandesi, oltre al desiderio di costituite un corpo d'azione partigiano, le richieste di Troilo riguardavano il ripristino della strada da Casoli a Torricella, distrutta dalle mine tedesche, l'occupazione neozelandese di Torricella prima che i tedeschi mettessero in pratica la "terra bruciata", e gli stessi torricellani si offrirono come guide per gli alleati.
Il tenente inglese aderì alla proposta e inviò degli uomini a Torricella, per riparare la strada, cose che avvenne immediatamente, mentre veniva messa in pratica anche la principale richiesta di vettovagliamenti e munizioni per costituire il Corpo Volontari della Maiella.
Tuttavia, ci furono momento di diffidenza da parte degli inglesi, poiché, come racconta Nicola Troilo (1930-2017), figlio di Ettore, il comandante inglese precisò che già aveva autorizzato il 6 e il 7 dicembre i cittadini di Civitella M. Raimondo ad armarsi con le munizioni rastrellate sul luogo degli scontri contro i tedeschi, sotto richiesta della moglie inglese di uno dei civili. Il Maggiore inglese consigliò Ettore Troilo di rivolgersi al Quartier generale Alleato che stazionava in località Taverna Nuova a Casoli, e lo avvertì che avrebbe richiesto al suo servizio informazioni di procurarsi armi per proprio conto. I colloqui con gli inglesi divennero degli interrogatori per l'estrema diffidenza, tanto che il desiderio dell'avvocato venne giudicato "assurdo e ridicolo", lamentando inoltre la presunta tipicità degli italiani di comportarsi da traditori nei momenti bellici.
Ettore Troilo continuò la sua attività di mediatore, sopportando anche gli insulti e gli stereotipi inglesi contro gli italiani, mentre pian piano Casoli diveniva una sorta di "città aperta" come Chieti, ospitando gli sfollati dei principali centri dell'Aventino, e vennero usate anche le masserie e le stalle, comprese le chiese di Santa Maria Maggiore e Santa Reparata, che ospitava un centinaio di persone.
Mentre i colloqui continuavano, la vita del paese stentava a riprendere, e Nicola Troilo ricorda l'episodio del tavolo in marmo della pescheria usato dalle donne per impastare il pane da dare alla popolazione che si accumulava in fila indiana, al freddo e al gelo, per ricevere la propria razione.
Il nervosismo generale si acuì sempre di più sino a quando i civili per prendere ulteriori quantità di cibo e legna, si avvicinarono ai paesi ancora occupati dai tedeschi, violando l'ordine del Comando militare alleato di muoversi in prossimità del fronte. Molti contadini vennero arrestati senza precisi motivi, accusati di essere spie collaborazioniste, e tradotte al castello ducale, con interpellazione quotidiano di Ettore Troilo, che doveva riconoscere i presunti colpevoli. Nel gennaio 1944 arrivarono altri profughi, stavolta dall'Alta Val di Sangro e dalla Piana delle Cinquemiglia: Roccaraso, Ateleta, Castel di Sangro, Rivisondoli, Rocca Pia, tutti centri gravemente danneggiati se non distrutti dalle operazioni militari tedesche. I profughi già smistati dal dicembre 1943 rimasero al loro posto, mentre gli altri vennero tradotti nei campi di San Salvo e Vasto, e tornarono alle loro case soltanto nel 1945-46.
Queste decisioni dettate dalla situazione estrema non solo per le condizioni igienico-sanitarie della popolazione civile, ma anche per il complicarsi delle operazioni militari con l'arrivo della neve, comportò una serie di proteste e di sconforto morale da parte degli sfollati.
L'avvocato Troilo fu incaricato dal Comando Inglese di costituire alcuni reparti di polizia civile per controllare l'abitato e garantire l'ordine pubblico, e di assistere gli sfollati, smistarli e incolonnarli, di controllare e reprimere le azioni di sciacallaggio verso il fronte nemico, di raccogliere notizie sui collaborazionisti, di far rispettare il coprifuoco e di censire eventuali ruberie e saccheggi. Mentre il comitato di Troilo era occupato in questi intenti, anche sotto pagamento, nel momento in cui l'avvocato era occupato nel ripristino della viabilità stradale tra Casoli e centri limitrofi, giunse in paese il Maggiore Lionel Wigram, che si mostrò subito entusiasta delle richieste di Troilo di costituire il corpo volontario della Maiella, arrivando ad addossarsi ogni responsabilità, parlamentando con i suoi superiori del Quartier generale, e offrendosi di fornire il suo personale aiuto nelle prossime operazioni militari contro i tedeschi.
Così Ettore Troilo venne richiamato a Taverna Nuova dai superiori, e i suoi punti sulla costituzione del gruppo vennero ascoltati con più attenzione, precisando che negli intenti patriottici del gruppo non sarebbero rientrati ideali politici, sovversivi, che non esistessero secondi fini se non quello di ricacciare i tedeschi dal territorio abruzzese. La caratteristica speciale della "apoliticià" del gruppo convinsero i superiori, grazie anche all'intercessione di Wigram, soprattutto, quando Troilo appuntò che il corpo di liberazione avrebbe continuato a combattere al fianco degli alleati sino alla liberazione totale dell'Italia, e non solo della regione Abruzzo. A ciascun militante sarebbe stata concessa la libertà di esprimere il proprio credo politico, purché non cozzasse con il principale punto cardine del contratto di nascita del Corpo volontari, il corpo sarebbe stato equipaggiato adeguatamente per le operazioni belliche, non vi era un capo vero e proprio, ma una guida riconosciuta nella persona di Ettore Troilo.
Nicola Troilo ricorda che non venne spiegato ai volontari il motivo pratico e politico riguardo alle operazioni tattiche contro i tedeschi, ma sembrava che fosse insito in ciascuno degli uomini volontari il desiderio ardente di libertà e di rivalsa contro gli oppressori, di difendere il territorio, le case, le terre e le famiglie anche a costo della vita.
Il primitivo nucleo era composto da un centinaio di uomini, suddiviso in plotoni di 25-30 unità, sottostanti alle leggi militari del Comando Supremo Alleato, e le operazioni iniziarono nel gennaio del 1944, dopo che i casolani trascorsero, stavolta in un clima più festivo e di rivalsa, la notte di San Silvestro con i militari alleati.
Al referendum istituzionale del 2 giugno 1946 si ebbero 3.119 voti per la monarchia e 1.169 per la Repubblica (le schede bianche furono 159 e quelle nulle 342). Nel 1953-57, la località Torre fu occupata da un lago artificiale, detto "Sant'Angelo", per rifornire la città di risorse idroelettriche, ma anche successivamente favorendo un turismo escursionistico, e cambiando il clima solitamente rigido, rendendolo più mite durante l'inverno.
La costituzione di un piccolo polo industriale lungo la contrada Piano La Selva ha fatto sì che Casoli beneficiasse del settore secondario, stando inoltre molto vicino al comprensorio industriale della Val di Sangro "Honda Sevel", ed essendo crocevia di traffici commerciali da Fara San Martino (dal pastificio De Cecco), dalla strada della Fondovalle Sangro, in direzione di Chieti, la cui unica strada attualmente mediante Guardiagrele, è la provinciale per Caprafico.
Il 25 aprile 2018, Casoli viene visitata dal Presidente della Repubblica Italiana Sergio Mattarella, benché in passato visitata varie volte dal Presidente Carlo Azeglio Ciampi (rifugiatosi a Taranta Peligna durante la guerra ed anche a Scanno). Per l'occasione è stata indetta una grande celebrazione commemorativa per ricordare le azioni della Brigata Maiella, in via Aventino è stata inaugurata la Piazza della Memoria per ricordare i prigionieri ebrei nel campo d'internamento di Casoli, ed è stata posta una targa commemorativa sul palazzo dell'ex cinema teatro in corso Umberto I.

## Descrizione

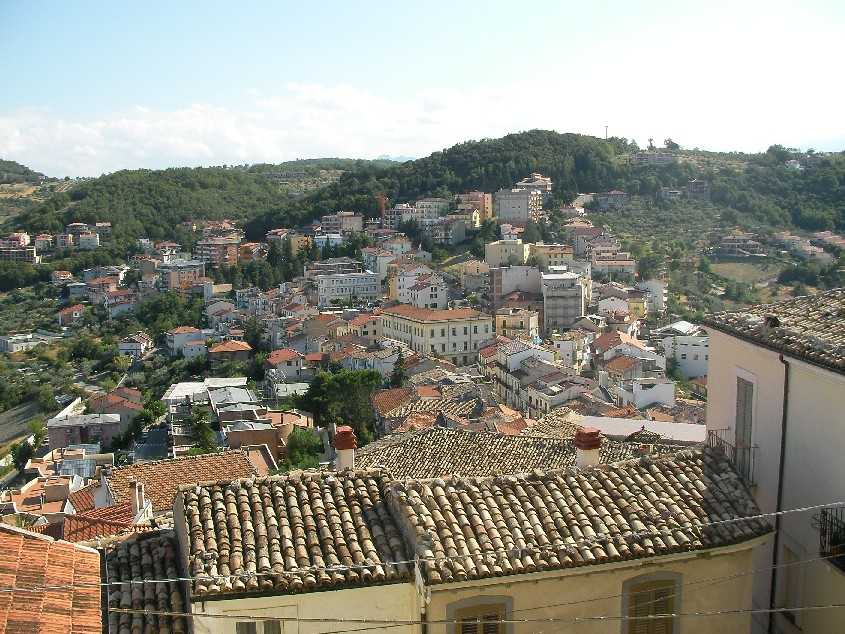
Veduta di Casoli dal castello

Il nucleo originario del castello corrisponde ad una torre pentagonale. Attualmente il castello si articola attorno ad uno spazio centrale di cui il cortile è l'elemento principale.

### Torre e corpo esterno
La torre è l'elemento più antico. Ha pianta pentagonale ed è decorata da bucature e da una cornice superiore di beccatelli. È accessibile dall'entrata.
La parte esterna del castello è a pianta rettangolare irregolare con tracce di bastioni. Nel periodo di possesso della famiglia Masciantonio si è avuta la definizione distributiva della parte anteriore del Palazzo, il quale ha ospitato la parte propriamente residenziale. Qui si ha la revisione sia nella scansione dei livelli che nel disegno degli ambienti. Tutto il corpo ha subito in questa fase un rifacimento della copertura in capriate lignee, con un rialzo della linea di gronda, che conferiscono alla facciata più l'aspetto di un Palazzo signorile che di roccaforte di difesa, coronato da un ininterrotto apparato a sporgere, costituito da mensole ad aggetto successive in mattoni, che reggono archetti acuti. Altri interventi riguardano la modifica dell'originaria scalinata interna, con la realizzazione dell'odierna rampa marmorea di collegamento verticale; l'ingresso al corpo dall'esterno, dato da un portale archiacuto ubicato nelle immediate prospicienze della Torre. Un accesso secondario al Palazzo era fornito da un piccolo portale, archi voltato, in pietra lavorata, ubicato lungo la facciata sud-ovest che dava accesso diretto al vano che aveva funzione di frantoio.

### Interno
L'interno è preceduto da un cortile con cisterna centrale. Si accede mediante due entrate a una sala grande per i ricevimenti, oggi conservata nella matrice del XVII secolo (vi è esposta una sala museale); mentre la seconda entrata conduce alle camere del castello. Tra queste vi è la stanza dove dimorò Gabriele D'Annunzio, sul cui muro scrisse in data IX Ottobre 1894, la celebre frase "La pazienza è l'immortal nepente che afforza i nervi e l'anima ristora!". Sono state riportate critiche per il restauro delle stanze,  che avrebbe fatto perdere,  con la pavimentazione moderna,  lo stile originario.
Chiostro con cisterna
Appena entrati si trova la pianta del chiostro con cisterna circolare, che ha pianta irregolare. Vi si trovano utensili agricoli come affilatrici.
Sala Wigram
la prima sala è a pianta rettangolare con tetto in legno spiovente, usata come museo della seconda guerra mondiale combattuta a Casoli, punto di passaggio nella linea Gustav. Vengono descritte le fasi della battaglia, nel novembre 1943, e alcuni personaggi chiave del combattimento, come Ettore Troilo. Invece nella prima sala adibita oggi a Sala del Gusto, si era insediato nell'inverno del 1943, il Comando inglese, ed è qui che il 5 dicembre 1943 ci fu l'incontro con l'avv. Ettore Troilo. L'incontro servì a gettare le basi per la formazione della Brigata Maiella.
Sala Pascal
Ampliata da Pasquale Masciantonio come stanza di cerimonie, oggi è usata come museo dedicato all'ultimo importante proprietario del castello.
Scuderie
Anticamente al castello si accedeva per mezzo di una porta oggi murata, posta accanto alla torre. Le scuderie conservano una pianta quadrata con soffitto a volte.
Torre normanna
Si accede dal secondo corpo del castello, passando da una originale scala ripida, per poi proseguire al suo interno su una scala a chiocciola. L'interno della torre è stato restaurato con intonaco bianco. L'esterno permette un'osservazione a 360 gradi della Majella, dei monti di Altino e Palombaro, dei calanchi, e della zona industriale di Atessa. Il centro storico di Casoli è perfettamente inquadrabile, assieme alla torre campanaria della vicina chiesa di Santa Maria Maggiore.
Sala del Silenzio e stanzetta di D'Annunzio
La sala è raggiungibile dal secondo corpo dell'edificio, salendo una scalinata rinascimentale, che fu costruita nella trasformazione del castello in palazzo gentilizio. La grande sala ospita una collezione del carteggio originale tra Gabriele D'Annunzio, che si firmava anche "Ariel", e Pasquale Masciantonio, definito "Pascal" dal poeta. La sala era usata al tempo anche come circolo culturale, con personaggi come Francesco Paolo Michetti e Francesco Paolo Tosti, Costantinno Barbella, Edoardo Scarfoglio, ed altri, i cui ritratti si trovano sulla parete opposta al carteggio, con brevi biografie. La stanza contiene anche il busto originale di Masciantonio, quando fu eletto deputato.
Il vano, suddiviso in due stanze: lo studio e la stanza da letto, molto piccola, ma sufficiente a contenere l'arredo necessario, erano suddivise da un'ampia apertura circolare ricavata nella parete divisoria. Qui soleva essere ospitato d'Annunzio. L'arredo originale è andato perduto dopo che la famiglia ha venduto il castello al comune (è restata ancora la scrivania, restaurata e posta nella Sala consiliare del Municipio). Le mura delle sale sono ripiene di citazioni colte di autori del passato, come Goethe, Oscar Wilde e Leonardo Da Vinci, alcune scritte da dallo stesso d'Annunzio, assieme al famoso ditirambo centrale. 
Cucine
L'attuale cucina e stanze del gusto, dove un tempo c'era il frantoio, sono l'ultimo punto del secondo settore del castello. Con il restauro sono state destinate alle cerimonie, tuttavia resiste un camino d'epoca in legno, con i ferri originali. Non è stato restaurato per la precarietà del legno annerito dal fumo.

## La Chiesa di Santa Maria Maggiore

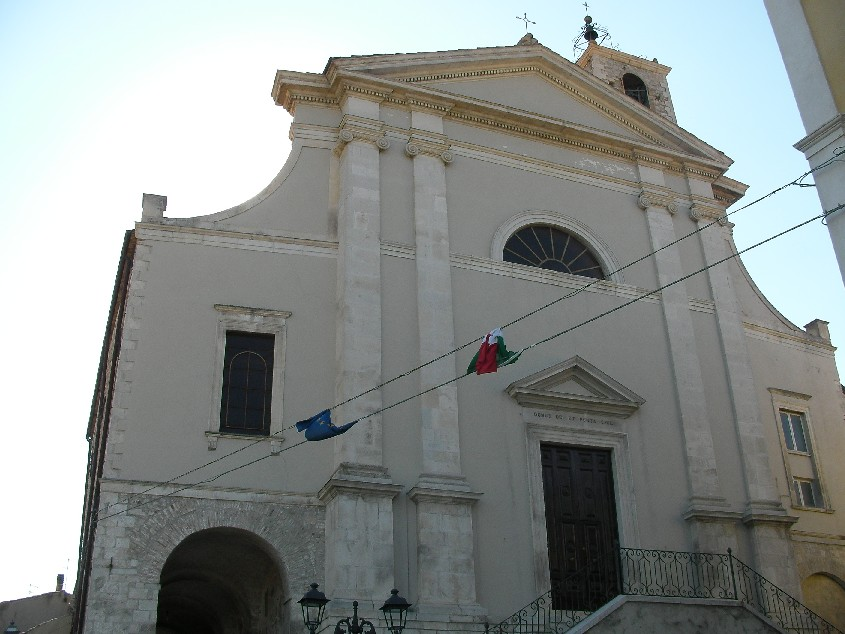
Facciata della chiesa di Santa Maria Maggiore

La chiesa fu costruita dagli Orsini come cappella nel XV secolo, proprio accanto al castello. Nel XVII secolo venne ampliata e divenne parrocchiale. Ha pianta rettangolare a navata unica, con robusta torre campanaria rettangolare. Il porticato che unisce la navata sinistra della chiesa al castello è con volte a crociera.
L'ingresso è servito da una rampa di scale. La facciata è suddivisa in tre parti, di cui il corpo centrale è più alto degli altri due da cui è separato da due coppie di paraste poste su un basamento, che a loro volta sorreggono la trabeazione in cui vi è il timpano. Il portale è sormontato da un timpano minore, sopra di esso vi è una finestra a forma di lunetta. Altre due finestre sono poste nei due corpi laterali. La facciata è intonacata tranne nella parte basamentale.